# 微風のメロディー
「微風のメロディー」（そよかぜのメロディー）は、河合奈保子の16枚目のシングル。1984年3月1日に日本コロムビアからリリースされた。EPの規格品番はAH-425。

## 概要
河合のシングル曲では初めて、シンガーソングライターの尾崎亜美が作詞・作曲を担当。のちに尾崎は、1986年に当曲のセルフカバーをアルバム『POINTS-2』で発表した。
ジャケットには「奈保子スプリングキャンペーン」応募シールが付けられていた。

## 収録曲
- 両楽曲共に、作詞・作曲：尾崎亜美／編曲：大村雅朗

1. 微風のメロディー
2. プリズム・ムーン